# Церковь Норашен (Тбилиси)
Церковь Благовещения Богородицы (арм. Սուրբ Աստվածածին եկեղեցի, груз. ნორაშენი), более известная как Церковь Норашен (арм. Նորաշեն եկեղեցի) — армянская церковь в Тбилиси (Грузия). Находится на улице Котэ Абхази в историческом районе Старый город. Справа от неё находится грузинская православная церковь Джварис Мама; несколькими метрами дальше по улице — синагога.

## Описание
Представляет тип купольной базилики с фасадами из декоративных арок. Над западным фасадом — ажурная ротонда колокольни. Интерьер церкви украшен фресками художников Овнатанянов. Двор церкви служит усыпальницей для Лиды Тамашян, Катаринэ Придонян и нескольких человек из рода Варданян.

## История

### XV—XIX века
Церковь была основана в 1467 году неким Садатом, армянином по национальности, который построил её в память об отце, супруге и детях. В 1650 году армянский князь Ходжа Назар отреставрировал и достроил церковь. Известно, что купол церкви был сделан армянским мастером Петросом. Затем церковь ещё несколько раз реставрировали: в 1795 г. по приказу князя Бебутова, 1808 г. — с разрешения католикоса Нерсеса и 1875 г.
Минас Медиц в описи тбилисских армянских церквей (1824—1830) Норашен не упоминает (журн. «ARS», 1918, N 2-3, стр. 109).

### Советский период
В 1924—1925 гг. церковь пытались снести из-за строительства новой улицы «Армянский базар», но этого не случилось.
В 1934 году помещение церкви предоставили театральному музею. Комиссия под руководством А. Пагавы и И. Ениколопова требовала убрать из церкви всё церковное
(росписи, украшения), произвести ряд перестроек
.
В 1937—1990-е годы годов церковь была закрыта, как и многие другие религиозные заведения СССР. В помещении церкви было устроено книгохранилище.

### Независимая Грузия
В 1989 году, когда церквям стали повсеместно возвращать их статус, армяне обратились в исполком Кировского района, на территории которого расположен этот храм, с просьбой разрешить проводить в нём богослужение. 
В 2006 году, после очевидной попытки фальсификации исторических фактов, осуществленной со стороны грузинского духовенства, вновь возросло напряжение вокруг армянской церкви Норашен. В начале года на территории армянской церкви неожиданно появились грузинские надгробные камни. Поскольку грузинские камни были привезены в Тбилиси с неизвестных могил, армянские надгробные плиты, расположенные по другую сторону церкви, подверглись актам вандализма — с них были стерты армянские надписи. Этот инцидент во многом объясняется желанием любыми способами «доказать», что церковь Норашен фактически является грузинской православной

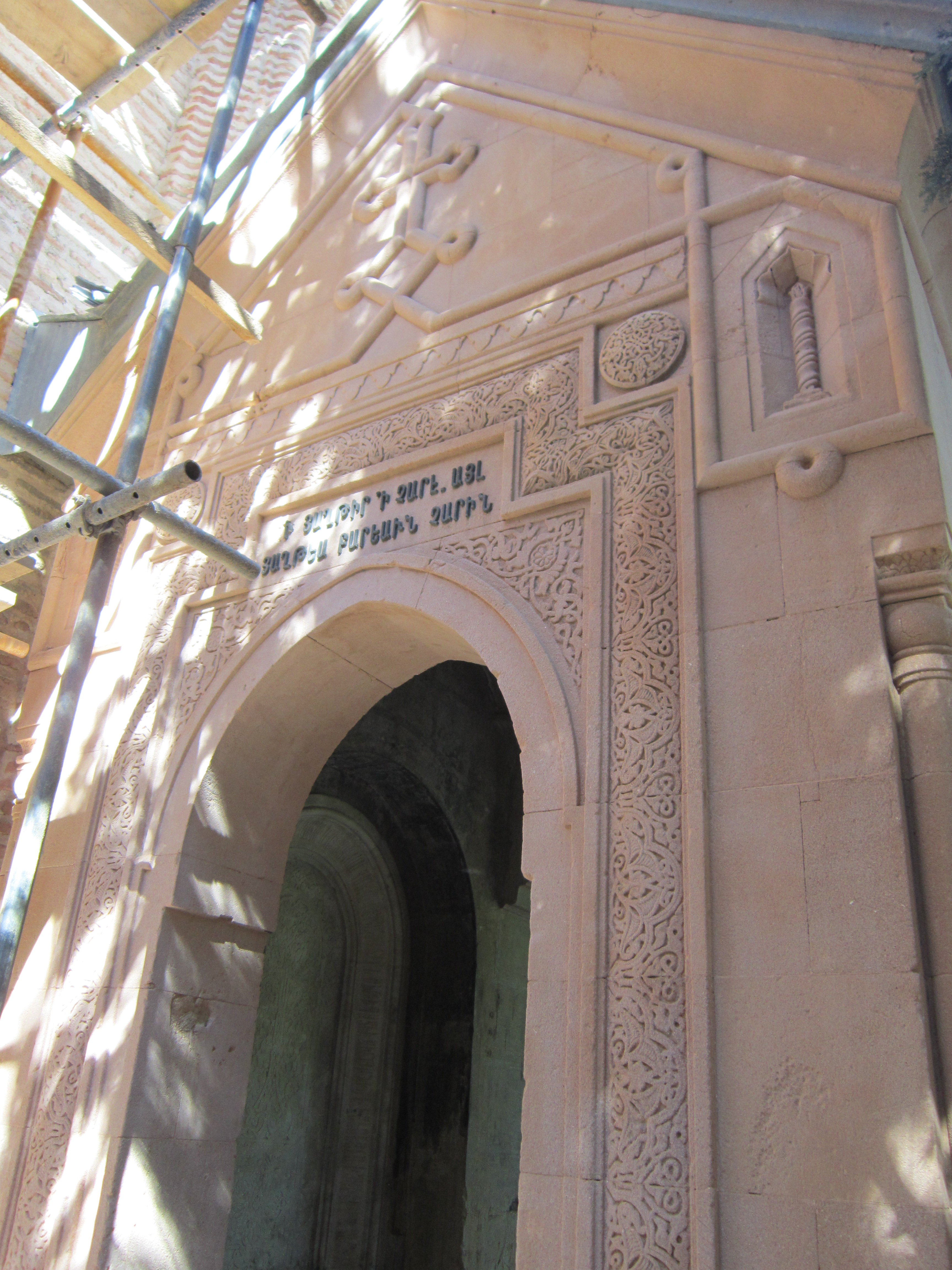
Надпись на армянском у входа в церковь